# 洛拉盖地区凡尔登
洛拉盖地区凡尔登（法語：Verdun-en-Lauragais，法語發音：[vɛʁdœ̃ ɑ̃ loʁaɡɛ] ⓘ）是法国奥德省的一个市镇，属于卡尔卡松区。

## 地理
洛拉盖地区凡尔登（43°21'56"N, 2°3'33"E）面积20.21 平方千米，位于法国奧克西塔尼大區奥德省，该省份为法国南部沿海省份，北起塔恩省，西北接上加龙省，西接阿列日省，南至东比利牛斯省，东临地中海，东北与埃罗省接壤。
与洛拉盖地区凡尔登接壤的市镇（或旧市镇、城区）包括：莱布吕内勒、拉贝塞德洛拉盖、圣帕普勒、维勒马涅、维莱斯皮、莱卡马兹。
洛拉盖地区凡尔登的时区为UTC+01:00、UTC+02:00（夏令时）。

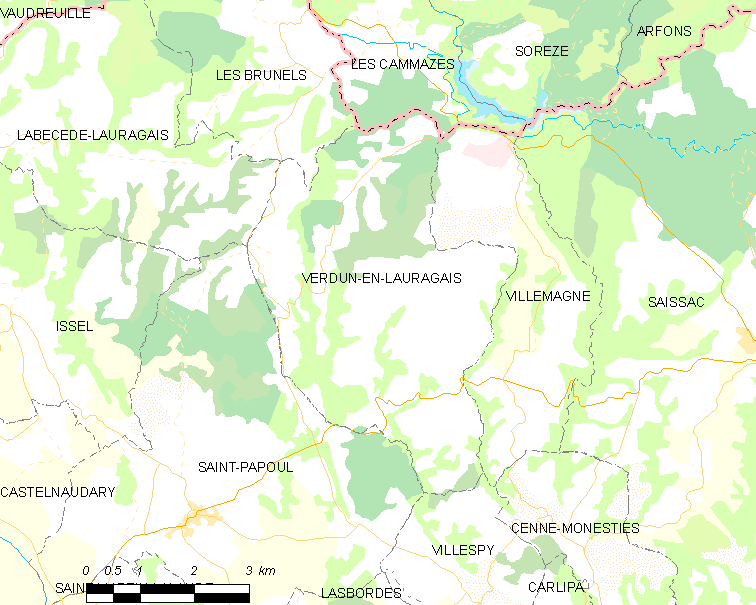
洛拉盖地区凡尔登的OSM定位图

## 行政
洛拉盖地区凡尔登的邮政编码为11400，INSEE市镇编码为11407。

## 政治
洛拉盖地区凡尔登所属的省级选区为努瓦尔山区拉马勒佩尔县。

## 人口

1962-2008年间洛拉盖地区凡尔登人口变化图示

洛拉盖地区凡尔登于2022年1月1日时的人口数量为289人。